# Yasugi
Yasugi (japanisch 安来市, -shi) ist eine Stadt in der Präfektur Shimane in Japan.

## Geschichte
Im 16. Jahrhundert blühte der Ort als Hafen für die Verschiffung von Eisen, das in der nahen Mine gefunden wurde. Später wurde der Ort Poststation. Der Bau eines Stahlwerkes  im Jahr 1899 führte zur Niederlassung einer Reihe von stahlverarbeitenden Firmen. Landwirtschaftliche Produkte sind Birnen und Bambussprossen.

## Sehenswürdigkeiten
- Gassan Toda-jō (Burgüberreste)
- Kiyomizu-dera (buddhistischer Tempel)
- Gräber des Amago-Klans
- Adachi-Kunstmuseum mit Gärten

## Verkehr
- Zug:
  - JR Sanin-Hauptlinie
- Straße:
  - Sanin-Autobahn
  - Nationalstraße 9
  - Nationalstraße 432

## Städtepartnerschaften
- Miryang, Südkorea

## Angrenzende Städte und Gemeinden
- Matsue
- Yonago
- Sakaiminato